# Halocladius fucicola
Halocladius fucicola är en tvåvingeart som först beskrevs av Edwards 1926.  Halocladius fucicola ingår i släktet Halocladius och familjen fjädermyggor. Arten har ej påträffats i Sverige. Inga underarter finns listade i Catalogue of Life.